# Augustijnenkerk (Roeselare)

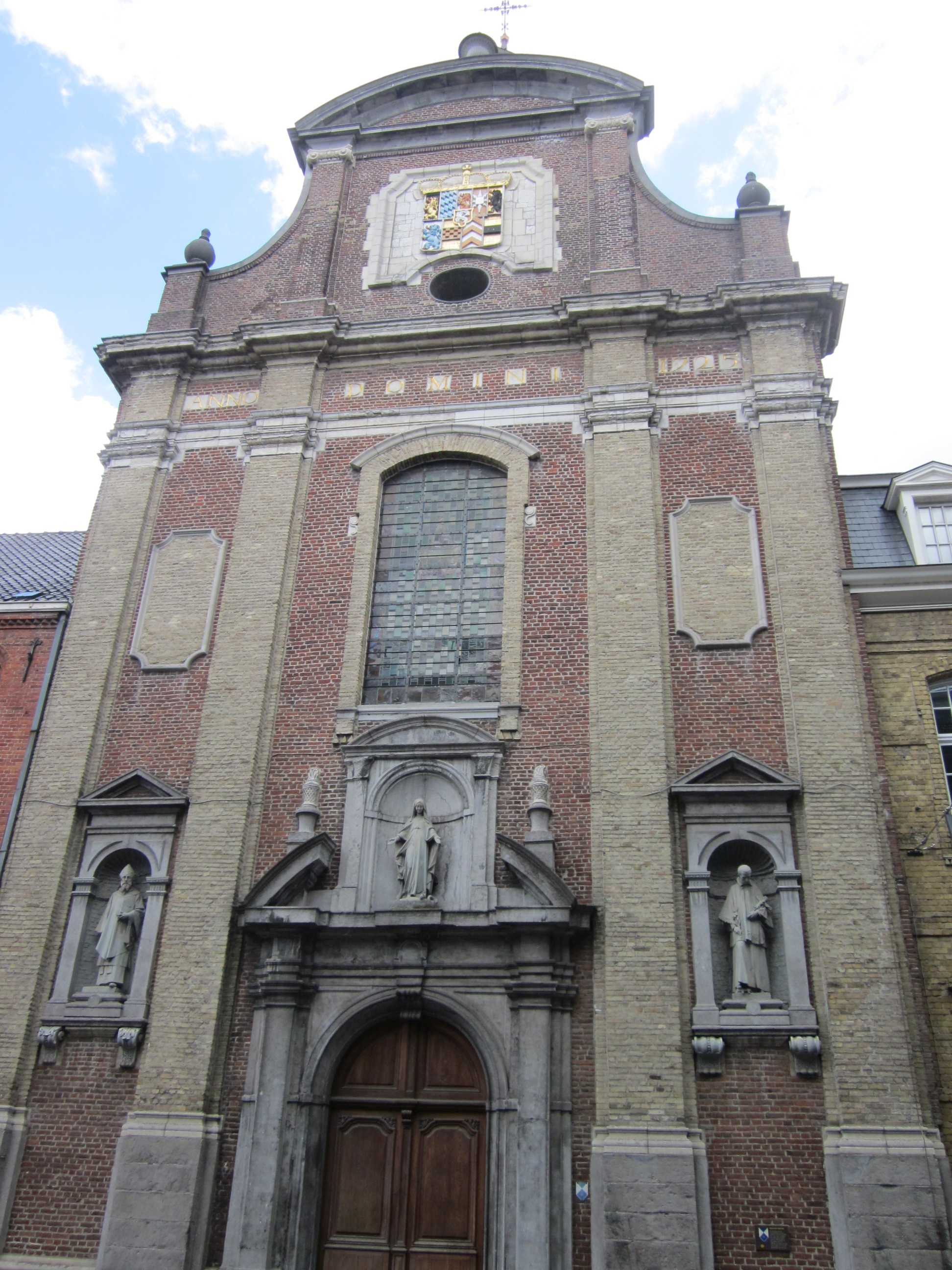
Augustijnenkerk

De Augustijnenkerk is een voormalige kloosterkerk in de West-Vlaamse stad Roeselare, gelegen aan de Zuidstraat 25 op de campus van het Klein Seminarie Roeselare.

## Geschiedenis
De kerk werd gebouwd van 1725-1749. Van 1867-1871 werden vernieuwingen in het interieur aangebracht. Tijdens de Eerste Wereldoorlog gebruikten de Duitsers de kerk als veldhospitaal, waarbij de grafstenen van de Augustijnen, die zich in de crypte bevonden, werden geschonden. In 1918 brandde de kerk uit, waarbij slechts de muren en het gewelf overeind bleven. Van 1925-1930 werd het interieur opnieuw ingericht.

## Gebouw
Het betreft een eenbeukige georiënteerde kerk in barokstijl. De voorgevel draagt het jaartal 1725. In 1749 werd het wapenschild van Johann-Wilhelm van Neuburg, Heer van Wijnendale, geplaatst. Onder het koor bevindt zich een crypte met grafstenen van Augustijnen.
Van de kerkinventaris kunnen worden genoemd: een anoniem schilderij, voorstellende De vroer Evangelisten en mogelijk afkomstig van een in 1867 gedemonteerd, 18e-eeuws altaar. Ook is er een preekstoel van 1780. Het overig kerkmeubilair is van na 1918. Naast een 18e-eeuws glas-in-loodraam zijn er enkele glas-in-loodramen van 1927-1928.